# Wyszków
Wyszków – miasto w Polsce w województwie mazowieckim. Siedziba powiatu wyszkowskiego i gminy miejsko-wiejskiej Wyszków. Był miastem duchownym.
Prywatne miasto duchowne Wyszkowo położone było w drugiej połowie XVI wieku w powiecie kamienieckim ziemi nurskiej województwa mazowieckiego. W latach 1975–1998 miejscowość administracyjnie należała do województwa ostrołęckiego.
Miasto jest położone nad Bugiem na skraju Międzyrzecza Łomżyńskiego i Doliny Dolnego Bugu, w pobliżu Puszczy Białej i Kamienieckiej, 55 km na północny wschód od Warszawy, przy drodze krajowej nr 8 w części pomiędzy Warszawą a Białystokiem.
Od 1956 do 1975 i ponownie od 1999 r. Wyszków jest siedzibą powiatu.
Według danych GUS z 1 stycznia 2024 r. miasto liczyło 26 019 mieszkańców, będąc 21. najludniejszym miastem w województwie.

## Historia
Wyszków jest wzmiankowany od 1203 r., najpierw pod nazwą Wyszkowo. Ośrodek starej parafii z XII w. związanej w początkowym okresie z grodem w Brańsku. 26 marca 1501 biskup płocki Wincenty Przerębski uzyskał zgodę króla Jana Olbrachta na nadanie praw miejskich osadzie Wyszków i jako właściciel nadał je 11 marca 1502. Przed rozbiorami należał do biskupów płockich. W 1528 wybudowano most na Bugu; Wyszków stał się ważnym punktem handlowym na skrzyżowaniu dróg, budowa komory celnej przyśpieszyła rozwój miasta. Zniszczony w czasie wojny szwedzkiej w połowie XVII wieku. W 1655 w tutejszym dworze biskupim zmarł Karol Ferdynand Waza. Od 1795 r. w zaborze pruskim, od 1807 w Księstwie Warszawskim, a od 1815 w Królestwie Kongresowym. W 1863 ożywiona działalność oddziałów powstańczych. W ramach represji po powstaniu styczniowym 19 maja 1870 Wyszków stracił prawa miejskie i odzyskał je 4 lutego 1919. Szybki rozwój miasta po otwarciu w 1897 linii kolejowej Pilawa – Tłuszcz – Ostrołęka.
W czasie wojny polsko-bolszewickiej w sierpniu 1920 stanowił ostatnie miejsce postoju Tymczasowego Komitetu Rewolucyjnego Polski (planowanego jako rząd marionetkowy Polskiej Republiki Rad) w czasie ofensywy Armii Czerwonej na Warszawę. Epizod ten uwiecznił Stefan Żeromski w opowiadaniu Na probostwie w Wyszkowie. 18 sierpnia 1920 miasto wyzwolili żołnierze 31 Pułku Strzelców Kaniowskich. Na wieść o zbliżających się oddziałach polskich ludność żydowska opuściła miasto uciekając do Ostrowi. Po powrocie pod strażą policji 24 sierpnia grupa 200 Żydów została w Ogrodzie Senatorskim skatowana przez funkcjonariuszy Policji i żołnierzy polskich. Żydów zmuszono do ciężkich prac fizycznych przy odbudowie mostu na Bugu.
Przed II wojną światową liczył 12 tysięcy mieszkańców, z czego połowę stanowili Żydzi. W dniach 8–10 września 1939 toczyły się zacięte walki 1 Dywizji Piechoty Legionów z Grupy Operacyjnej „Wyszków” z Niemcami forsującymi Bug. W okresie okupacji niemieckiej mieścił się w mieście oddział roboczy obozu w Beniaminowie dla jeńców sowieckich (w 1984 przy ul. Okrzei ustawiono poświęcony ich pamięci głaz pamiątkowy).
Niemcy dokonywali w Wyszkowie masowych egzekucji, zamordowano ponad 7 tysięcy mieszkańców (300 zaraz po zajęciu miasta). 6 kwietnia 1944 rozstrzelano tu m.in. 14 członków PPR i żołnierzy AL.
Podczas walk między nacierającymi oddziałami pancernymi a broniącą mostu dywizją niemiecką miasto zostało prawie całkowicie zniszczone.
W latach 1946–1951 w okolicach Wyszkowa w ramach podziemia niepodległościowego działał oddział Jana Kmiołka „Wira”.
W Polsce Ludowej rozbudowano hutę szkła. W 1958 r. powstała bardzo nowoczesna fabryka mebli. W 1963 r. uruchomiono fabrykę mebli i urządzeń wyposażenia wnętrz. Fabryka zlokalizowana przy ul. I Armii Wojska Polskiego 173 (obecnie ul. Świętojańska) obejmowała teren 9,2 ha, składała się z dwóch obiektów produkcyjnych: hali produkcji mebli o kubaturze 72 000 m sześć. oraz hali produkcji płyt wiórowych i laminowania o kubaturze 18 000 m sześć. Budowę rozpoczęto w 1959 r. Termin zakończenia prac ustalono na 30 czerwca 1963 roku, ale działalność produkcyjna rozpoczęła się już 1 sierpnia 1962 roku, 11 miesięcy przed terminem. W pierwszych miesiącach zakład zatrudniał 300 osób. Oficjalnie zakład został otwarty w lipcu 1963 roku. Produkowano tu: szafki kredensowe, sekretarzyki, gabloty, szafy jedno- i dwudrzwiowe, krzesła, meblościanki, meble tapicerowane, a także płyty wiórowe używane do produkcji mebli. Wraz z fabryką w Wyszkowie powstały Technikum Drzewne i Zasadnicza Szkoła Zawodowa o tym samym profilu. Na uwagę zasługuje bardzo nowoczesny system konstrukcyjny hal fabrycznych, który można zaliczyć do tzw. „architektury źle urodzonej”, czyli o światowym poziomie jednak mało znanej bo powstałej w kraju komunistycznym. Autorami projektu fabryki byli: architekci Andrzej Dzierżawski, Zbigniew Pawelski i Maciej Siennicki oraz konstruktorzy Wacław Zalewski (jemu m.in. zawdzięczamy kształt katowickiego Spodka czy hali Torwar w Warszawie) oraz Aleksander Włodarz. Generalnym wykonawcą było Warszawskie Przedsiębiorstwo Budownictwa Przemysłowego „Kablobeton”.
Od 1973 r. działa Wyszkowski Ośrodek Kultury „Hutnik”. W 1975 r. powstała filia FSO – Zakład Zespołów Napędowych. W 1978 r. na pl. Daszyńskiego odsłonięto Pomnik Wdzięczności ku czci bojowników ruchu oporu, żołnierzy Wojska Polskiego i Armii Czerwonej. Pomnik został zburzony w sierpniu 2011.
30 października 2018 w parku miejskim odsłonięto pomnik – ławeczkę matematyka i kryptologa Jerzego Różyckiego, absolwenta przedwojennego wyszkowskiego gimnazjum w 1926.
6 listopada 2021 roku członkowie Komitetu Odbudowy Drugiego Obelisku Wazów zabezpieczyli odnalezione przy kościele św. Idziego w Wyszkowie wykonane z wapienia bolechowickiego pozostałości drugiego obelisku Wazów.  Elementy te zostały wcześniej zidentyfikowane jako fragmenty zabytku związanego z barokową kompozycją architektoniczną, wzniesioną w XVII wieku ku czci Karola Ferdynanda Wazy. 5 czerwca 2023 na wniosek Społecznego Opiekuna Zabytków Pawła Kraszewskiego obiekt został wpisany do rejestru zabytków ruchomych decyzją Mazowieckiego Wojewódzkiego Konserwatora Zabytków.

### Zmiany granic miasta
W 1939 r. do miasta została przyłączona część Rybienka Nowego (Wygoda i Zapole). W latach 1952–1954 do miasta należał Skuszew na lewym brzegu Bugu. W związku z powstaniem gromad w 1954 r. z granic miasta wyłączono Latoszek, który przyłączono znów w 1961 r., razem z Rybienkiem Leśnym i Rybienkiem Łochowskim.

## Demografia
Według danych z 31 grudnia 2012 miasto liczyło 27 309 mieszkańców.

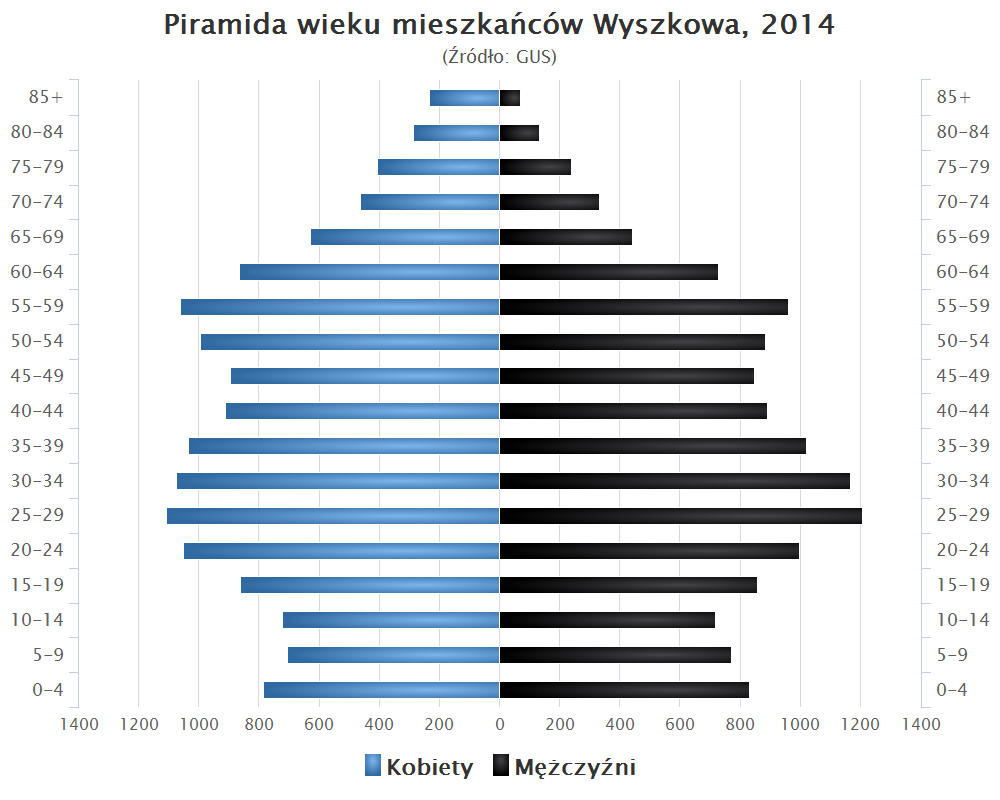
Piramida wieku mieszkańców Wyszkowa w 2014 roku

## Gospodarka
- Przemysł: dawniej meblarski (Wyszkowska Fabryka Mebli), samochodowy (filia FSO, Zakład Zespołów Napędowych) i browar (1860–2001)[17], obecnie: szklarski (huta szkła Ardagh Glass), metalowy, węzeł drogowy, drukarnia amerykańskiej firmy Quad Graphics Europe[18].

## Transport
Przez miasto przechodzą drogi:
- droga międzynarodowa E67 Helsinki – Kowno – Warszawa – Praga,
- DK8: Kudowa-Zdrój – Wrocław – Piotrków Trybunalski – Warszawa – Wyszków – Białystok – Suwałki – Budzisko
- DK62: Siemiatycze – Wyszków – Płock – Strzelno
- DW618: Wyszków – Pułtusk – Gołymin-Ośrodek

Powstała też obwodnica Wyszkowa, która jest częścią drogi ekspresowej S8.
Przez Wyszków biegnie linia kolejowa nr 29 Tłuszcz – Ostrołęka, łącząca Ostrołękę z Warszawą, z dworcem w Wyszkowie i przystankiem w Rybienku Leśnym.
13 grudnia 2012 otwarto oficjalnie sanitarne lądowisko przy ul. Komisji Edukacji Narodowej.

### Komunikacja miejska
- Wyszkowska komunikacja miejska składa się z 9 linii autobusowych które działają na terenie całej gminy Wyszków. Usługi Transportowe świadczy – Przewóz Osób Bogdan Raniszewski 9 małymi busami typu miejskiego.

## Media
- Nowy Wyszkowiak
- Wyszkowiak
- Wyszków Moje Miasto (portal turystyczny)
- Kurier W
- Wyszków 24
- Tuba Wyszkowa
- Stacja Wyszków – Serwis kolejowy
- Portal regionu Wyszkowskiego

## Oświata
- Szkoły podstawowe
  - Szkoła Podstawowa nr 1 im. Adama Mickiewicza
  - Szkoła Podstawowa nr 2 im. Władysława Broniewskiego
  - Szkoła Podstawowa nr 3 im. Stanisława Wróbla „Jaskółki” w Wyszkowie-Rybienku Leśnym
  - Szkoła Podstawowa nr 4 im. Obrońców Westerplatte
  - Szkoła Podstawowa nr 5 im. Żołnierzy Armii Krajowej
- Szkoły średnie
  - Liceum Ogólnokształcące im. C.K. Norwida
  - Zespół Szkół Nr 1 im. Marii Skłodowskiej-Curie
  - Centrum Edukacji Zawodowej i Ustawicznej Kopernik (dawniej – Zespół Szkół Nr 2 im. Mikołaja Kopernika)
  - Zespół Szkół Nr 3 im. Jana Kochanowskiego
  - Zakład Doskonalenia Zawodowego w Warszawie Centrum Kształcenia w Wyszkowie
- Uczelnie
  - Szkoła Wyższa im. Pawła Włodkowica w Płocku, filia w Wyszkowie

## Zabytki

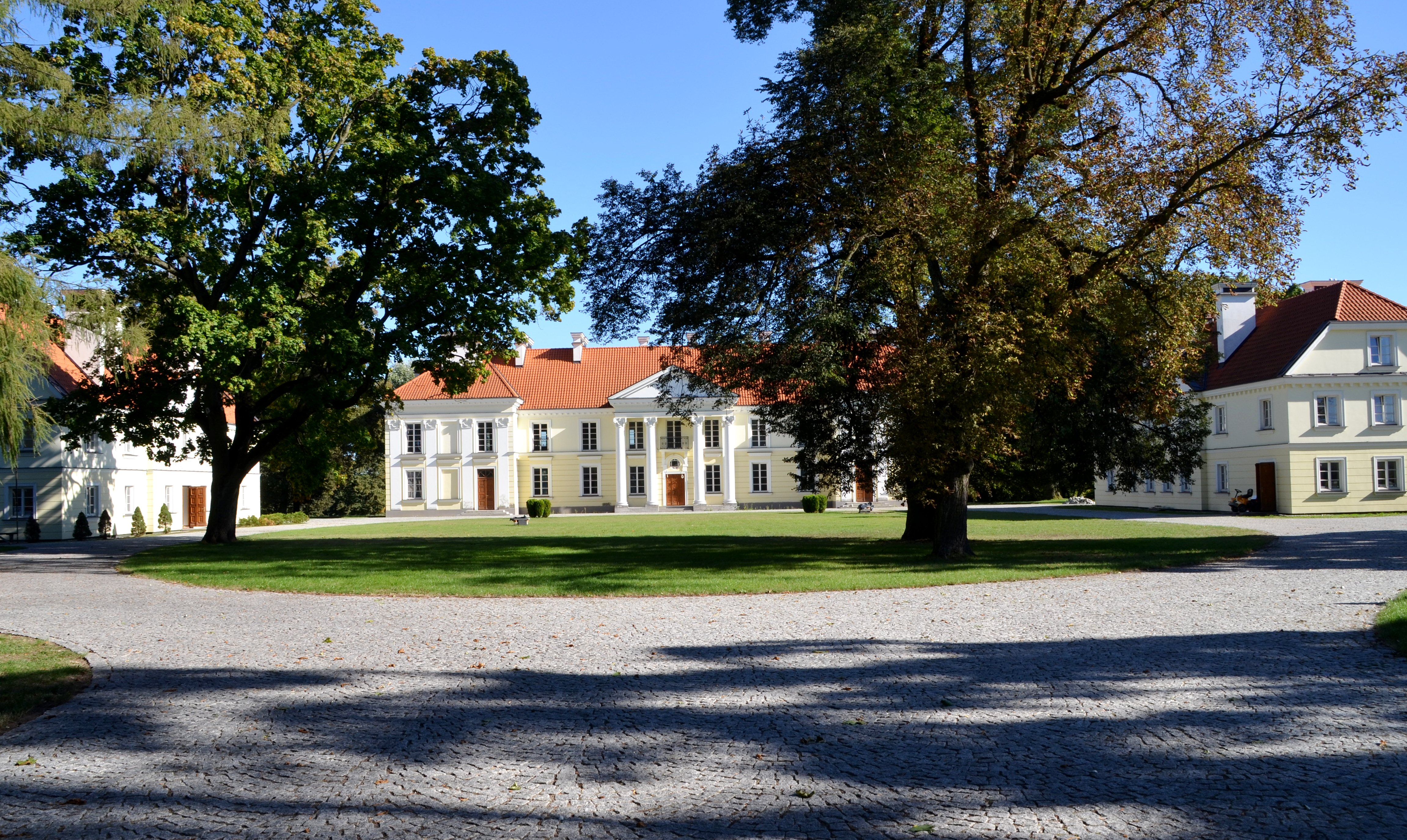
Pałac w Rybienku Starym

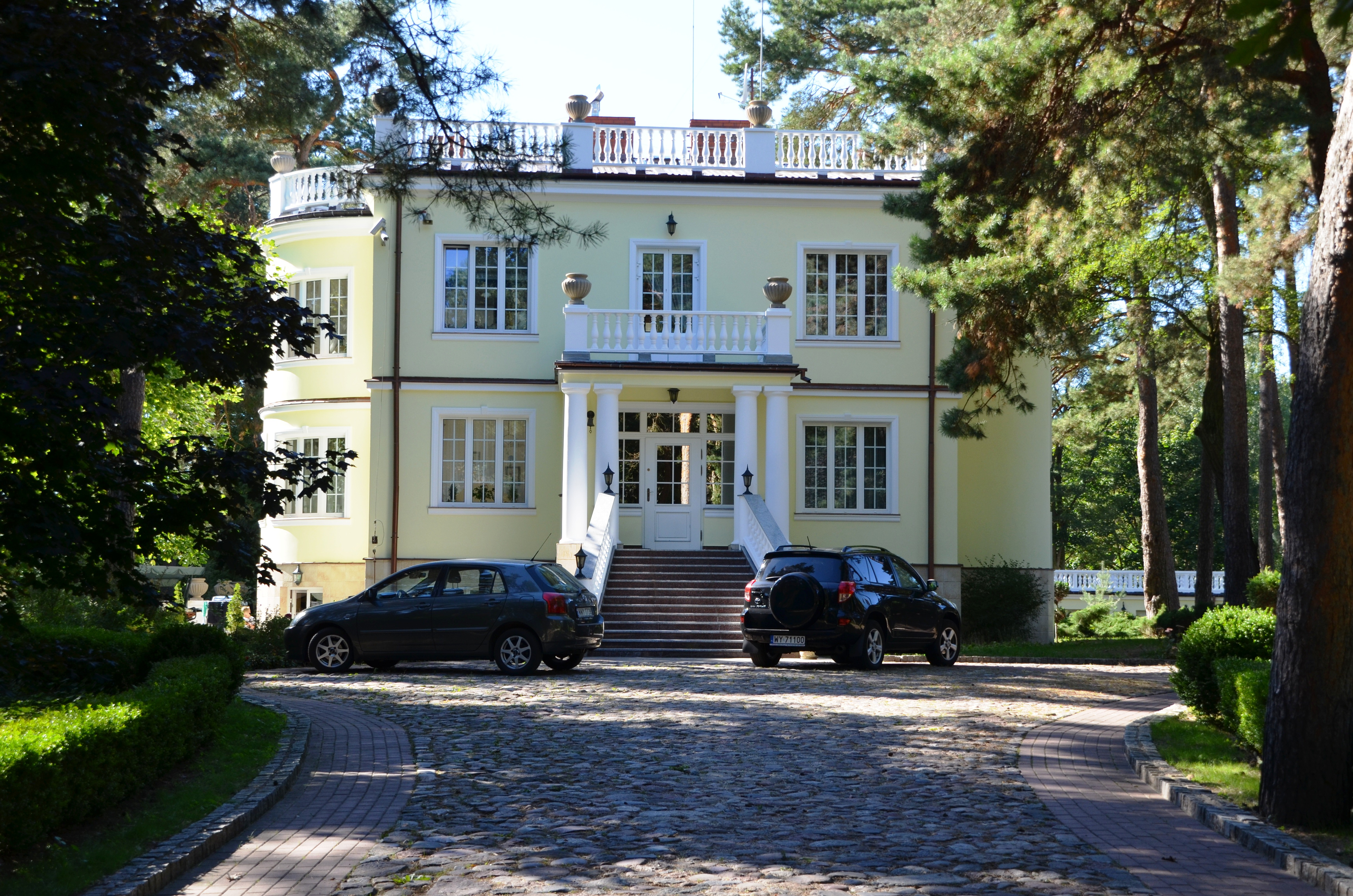
Willa Siewierzanka (1933–1936)

Na terenie Wyszków (gmina) i Powiat Wyszkowski działa Społeczny Opiekun Zabytków Paweł Kraszewski. Powołany w 2023 roku przez Starosta Marzena Dyl na wniosek Mazowiecki Wojewódzki Konserwator Zabytków.
- Obelisk Wazów wystawiony na polecenie króla Jana Kazimierza na cześć jego brata Karola Ferdynanda Wazy, który zmarł w Wyszkowie. Obelisk zaprojektował Giovanni Battista Gisleni.
- Kościół św. Idziego z 1793 roku w stylu klasycystycznym. W 1884 roku dobudowano dwie kaplice. W 1939 roku kościół spłonął. W 1959 po odbudowie ponownie konsekrowany.
  - obraz Najświętszej Maryi Panny w srebrnej sukience z XVII wieku
  - plebania klasycystyczna, w której na zdobycie Warszawy w 1920 czekali m.in. Julian Marchlewski, Feliks Dzierżyński, Feliks Kon
  - mur cmentarny
- Pałac w Rybienku Starym, klasycystyczny z 1780 roku zbudowany dla biskupa inflanckiego Jana Stefana Giedroycia. Od 1831 roku w rękach Augusta Morzkowskiego. Od 1879 roku do 1945 roku właścicielami była rodzina Skarżyńskich. Przebudowany na początku XX wieku m.in. poprzez dobudowanie tarasu. Po usunięciu uszkodzeń z wojny 1920 roku umieszczono w nim pensjonat goszczący m.in. Kossaka, Kotarbińskiego, Aleksandra Zelwerowicza. W wyniku działań wojennych we wrześniu 1939 roku spłonęło poddasze. Od 1945 roku własność Ministerstwa Zdrowia, które ulokowało w nim m.in. sanatorium dziecięce. Od 1989 roku własność SARP. Obecnie własność prywatna.
  - dwie oficyny
  - we wnętrzu polichromie Jana Bogumiła Plerscha, konserwowane po 1953
  - park krajobrazowy
- Stróżówka pałacowa w stylu neogotyckim z połowy XIX wieku. Dawniej w jej pobliżu znajdowała się rezydencja biskupów płockich.
- Browar z XIX wieku, ul. Świętojańska 54 (dawniej I Armii WP).
- Willa z okresu międzywojennego, ul. Zakolejowa/Pułtuska.

## Wspólnoty wyznaniowe
- Kościół rzymskokatolicki[21]:
  - parafia św. Idziego
  - parafia św. Wojciecha
  - parafia Świętej Rodziny
  - parafia Matki Bożej Królowej Polski
- Protestantyzm:
  - Kościół Chrystusowy w RP:
    - Społeczność Chrześcijańska w Wyszkowie[22]

  - Kościół Chrześcijan Dnia Sobotniego:
    - zbór w Wyszkowie[23]
- Świadkowie Jehowy:
  - zbór Wyszków (w tym grupa rosyjskojęzyczna) Sala Królestwa, ul. Jagodowa 10[24].

## Sport
- KS Camper Wyszków (siatkówka męska)
- UKS Volley Wyszków (siatkówka męska)
- Bug Wyszków (piłka nożna męska)
- UKS Loczki Wyszków (piłka nożna żeńska)
- Rhinos Wyszków (futbol amerykański męski)
- UKS 1 Wyszków (piłka ręczna żeńska)

## Wyszków w kulturze
- W 2006 na moście kolejowym na Bugu Andrzej Wajda nakręcił początkowe sceny do filmu Katyń.
- O wydarzeniach z 1920 Stefan Żeromski napisał opowiadanie pt. „Na probostwie w Wyszkowie”.
- Wyszków gości plenery malarskie[25].
- Wyszków jest tematem piosenki Elektrycznych Gitar Wyszków tonie.
- Wyszków jest miejscem akcji groteskowej powieści „Rzeźnia Wyszków” wydanej w 2023 roku[26][27][28]. Jej autorem jest Marek Czestkowski, mieszkaniec tego miasta.

## Upamiętnienie
Nazwę miasta nadano uniwersalnemu masowcowi m/s „Wyszków”, który pływał pod tą nazwą w latach 1979–2006.

## Współpraca międzynarodowa
| Miasto       | Kraj    | Data podpisania umowy |
| ------------ | ------- | --------------------- |
| Ejszyszki    | Litwa   | 2 września 2006       |
| Kohtla-Järve | Estonia | 2 września 2006       |
| Wyszogród    | Ukraina | 2006                  |
| Winnica      | Ukraina | luty 2013             |

## Galeria zdjęć

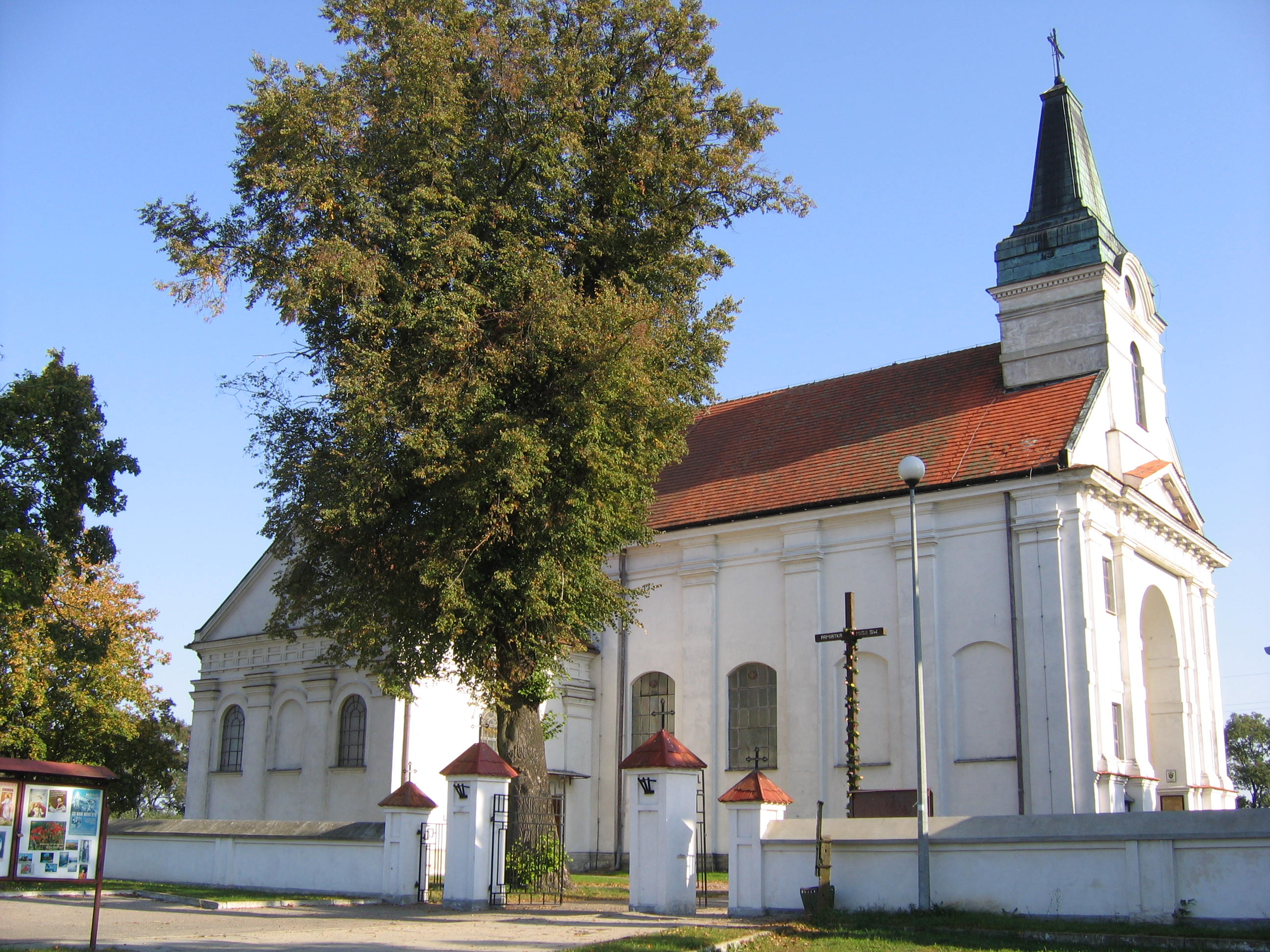
Kościół św. Idziego
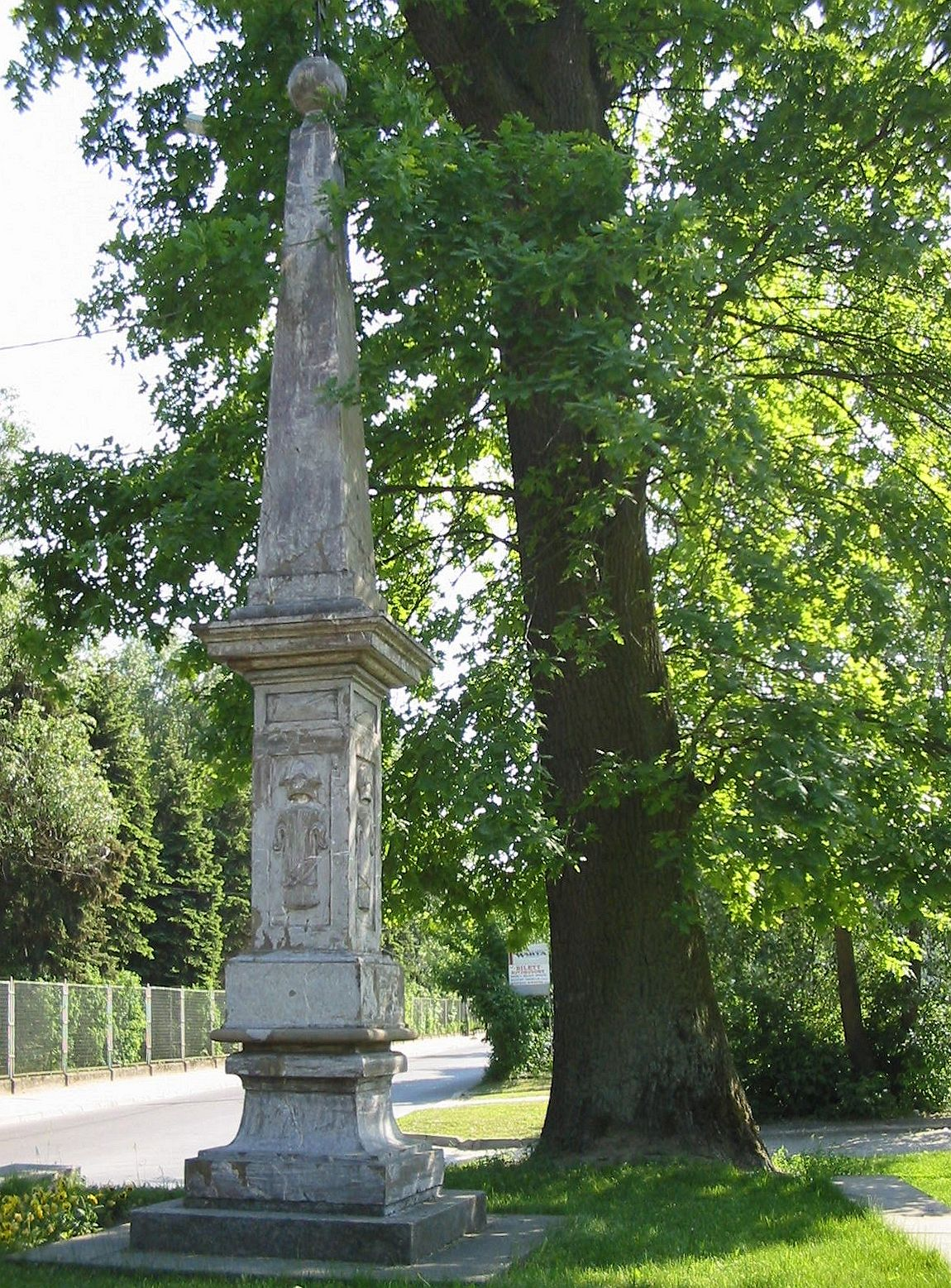
Obelisk Wazów (dla uczczenia bp płockiego Karola F. Wazy)
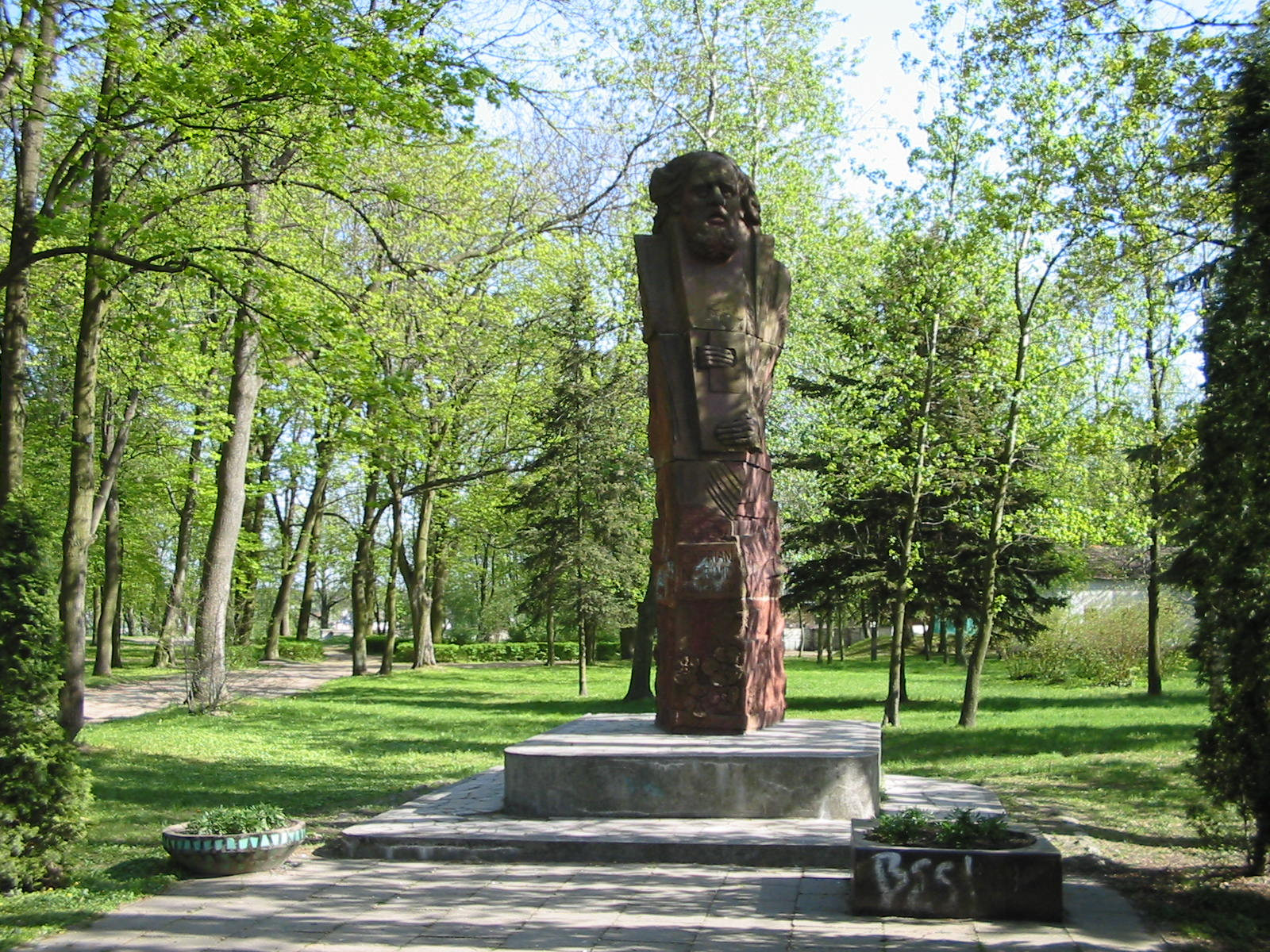
Pomnik Cypriana Kamila Norwida w parku miejskim
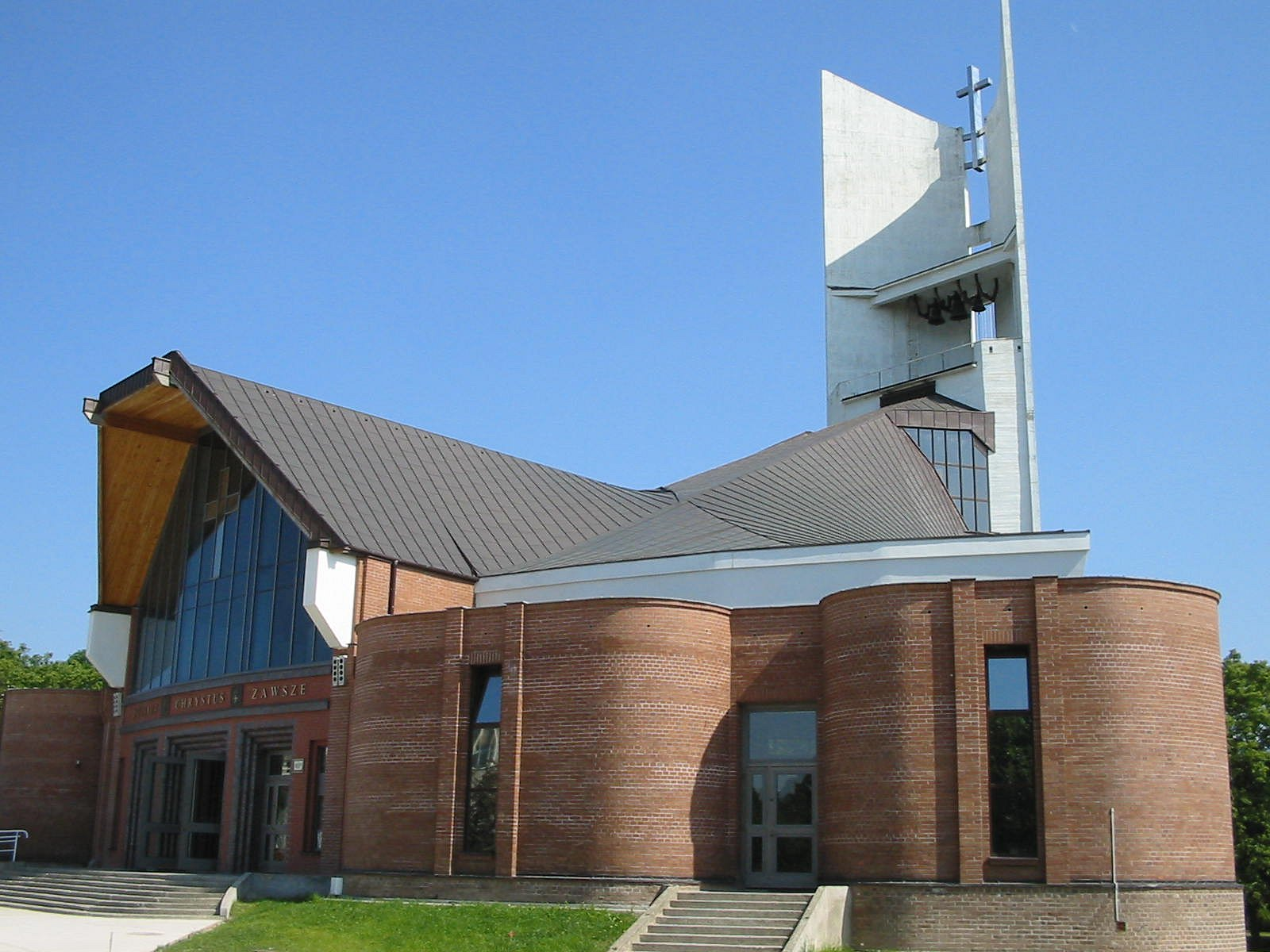
Kościół MB Częstochowskiej w parafii św. Wojciecha
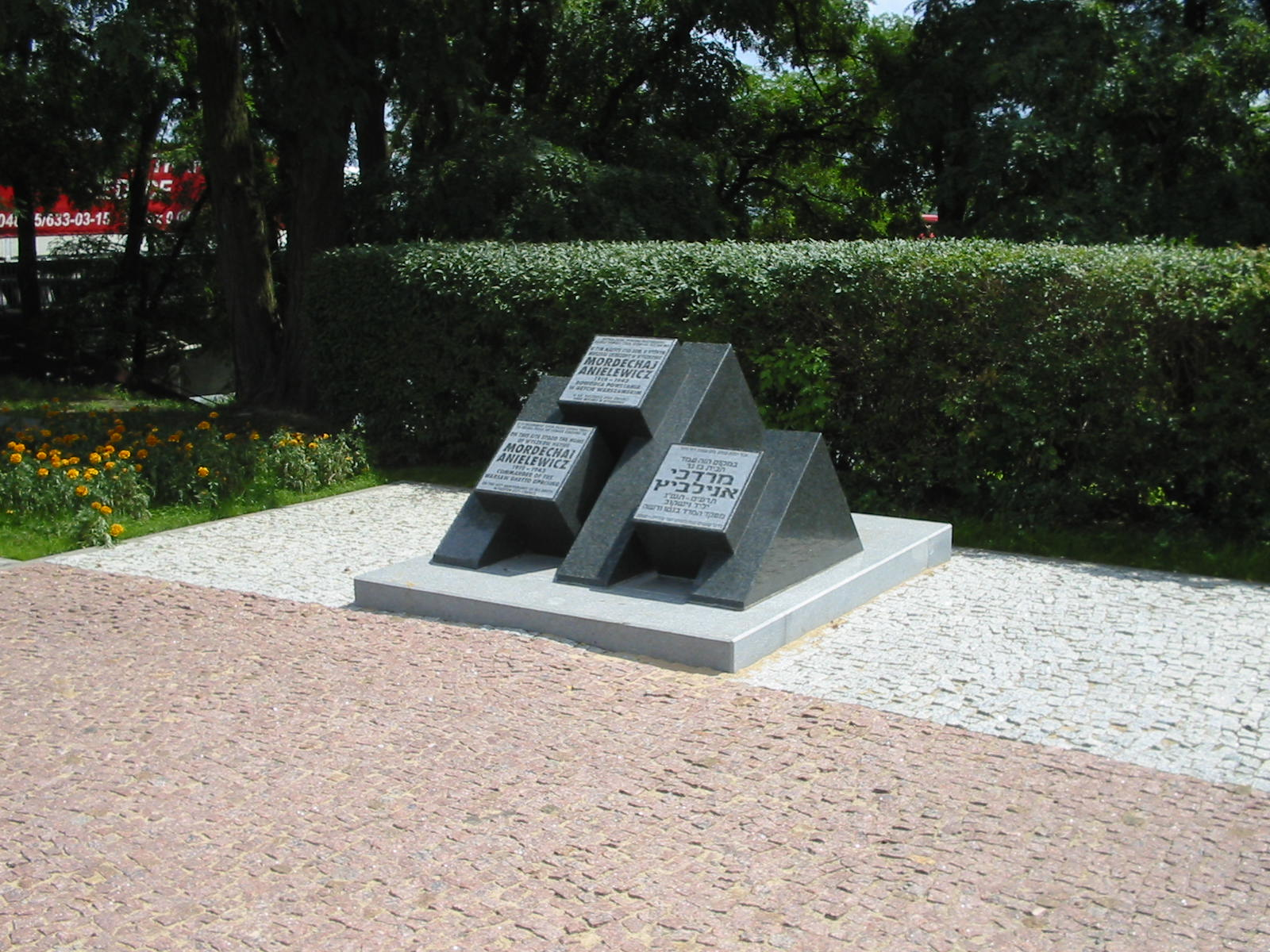
Pomnik ku pamięci Mordechaja Anielewicza
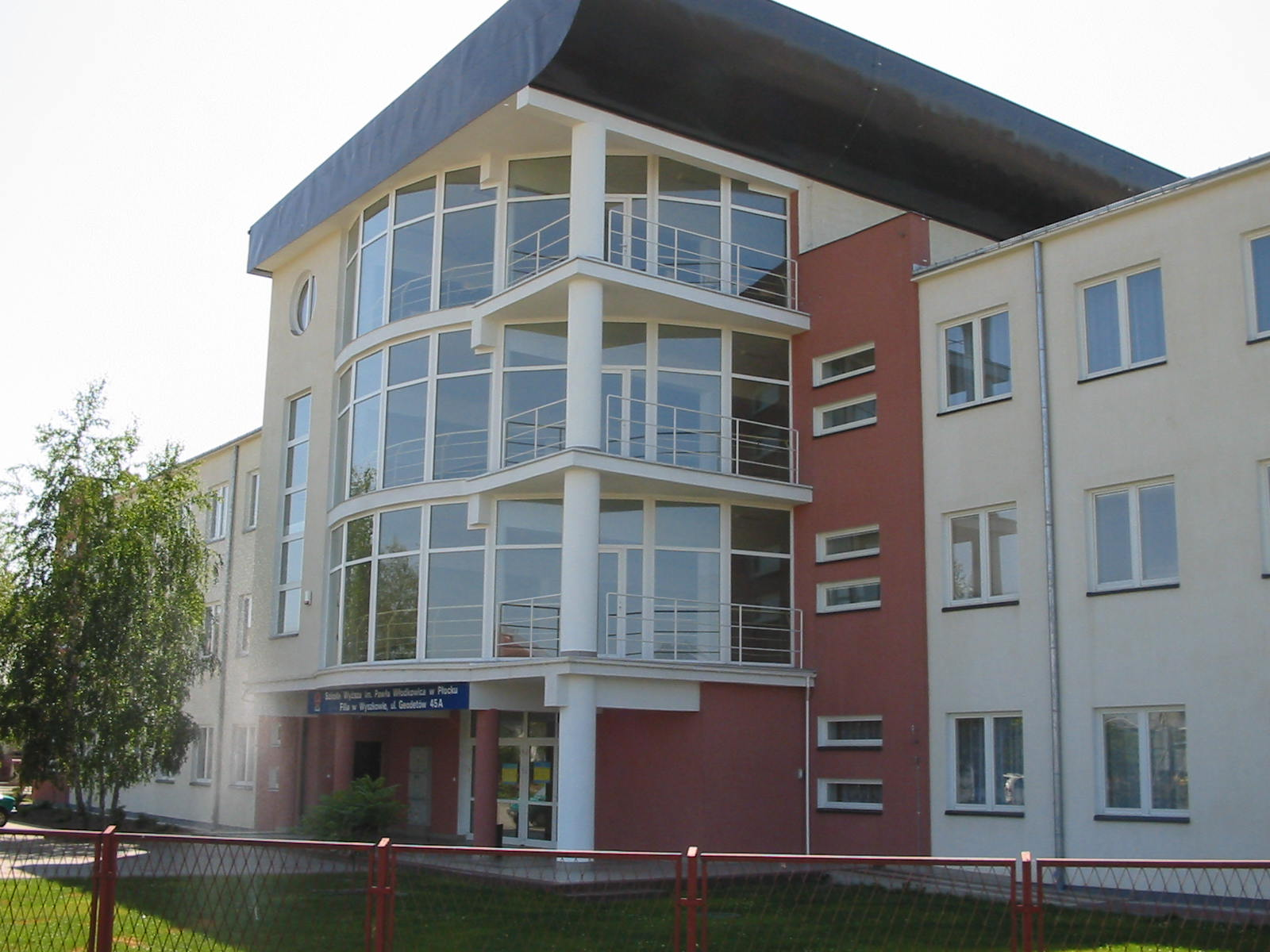
Filia Szkoły Wyższej im. Pawła Włodkowica
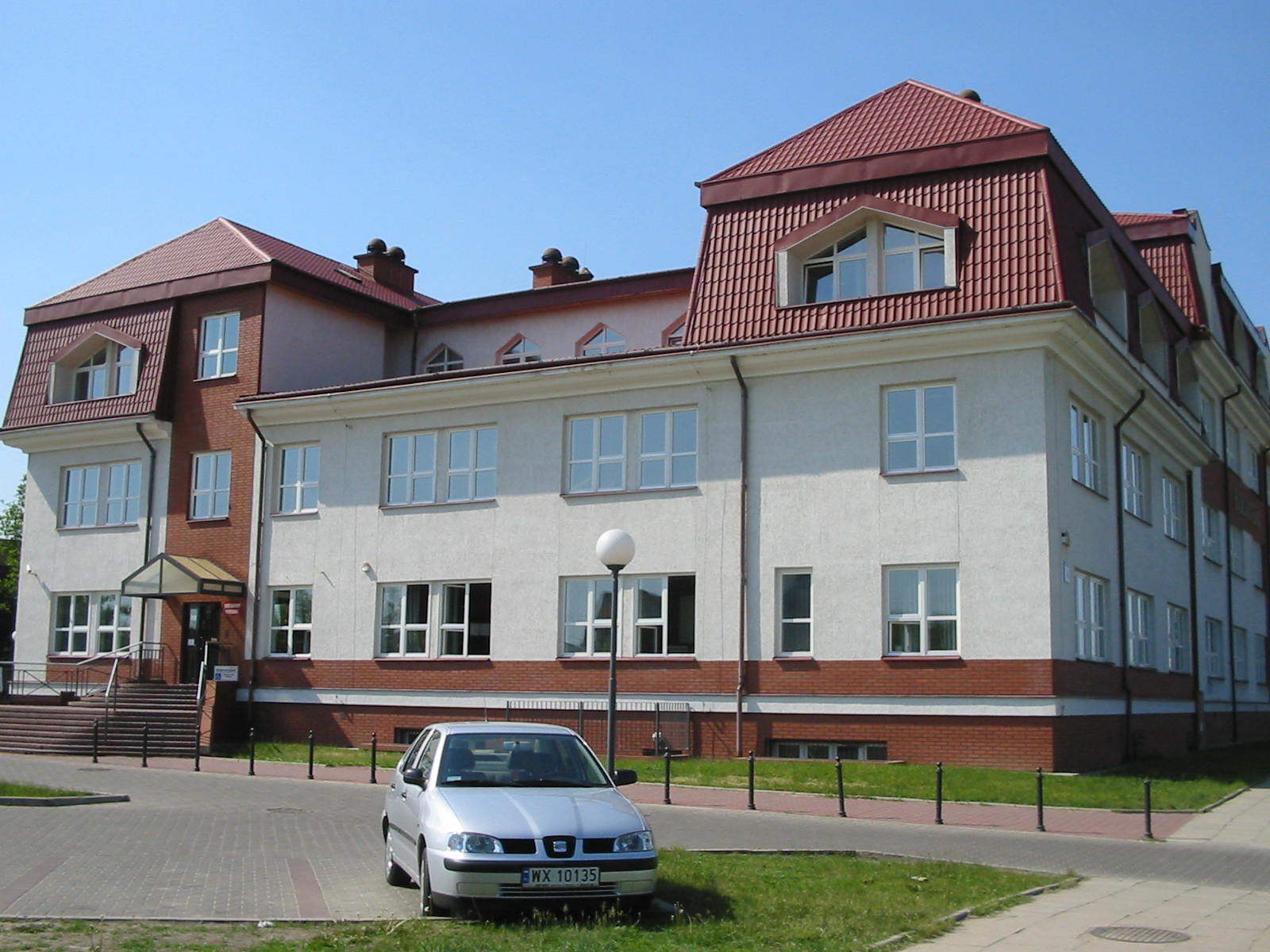
Biblioteka miejska
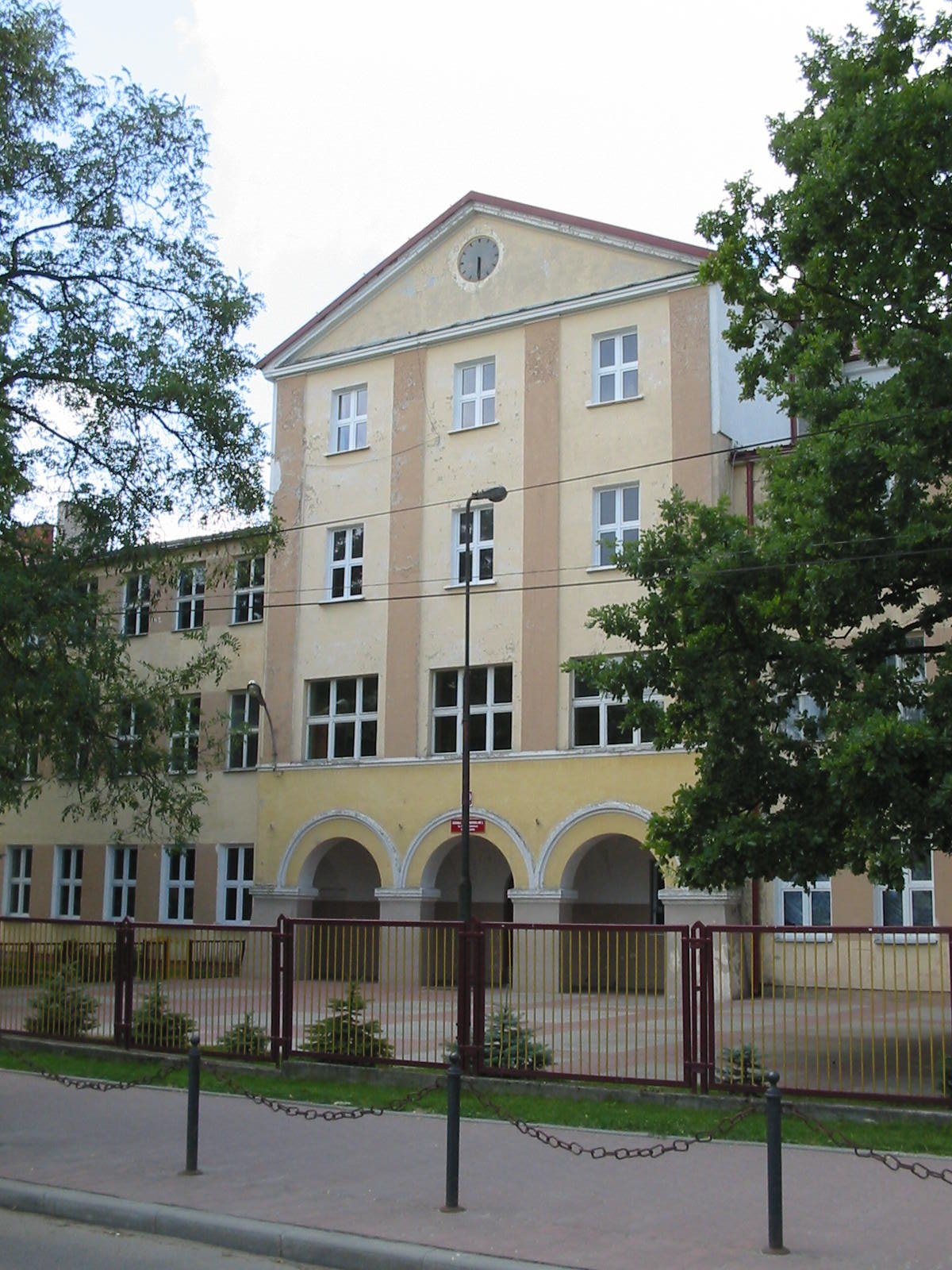
Szkoła podstawowa nr 1 i LO im. Cypriana Norwida
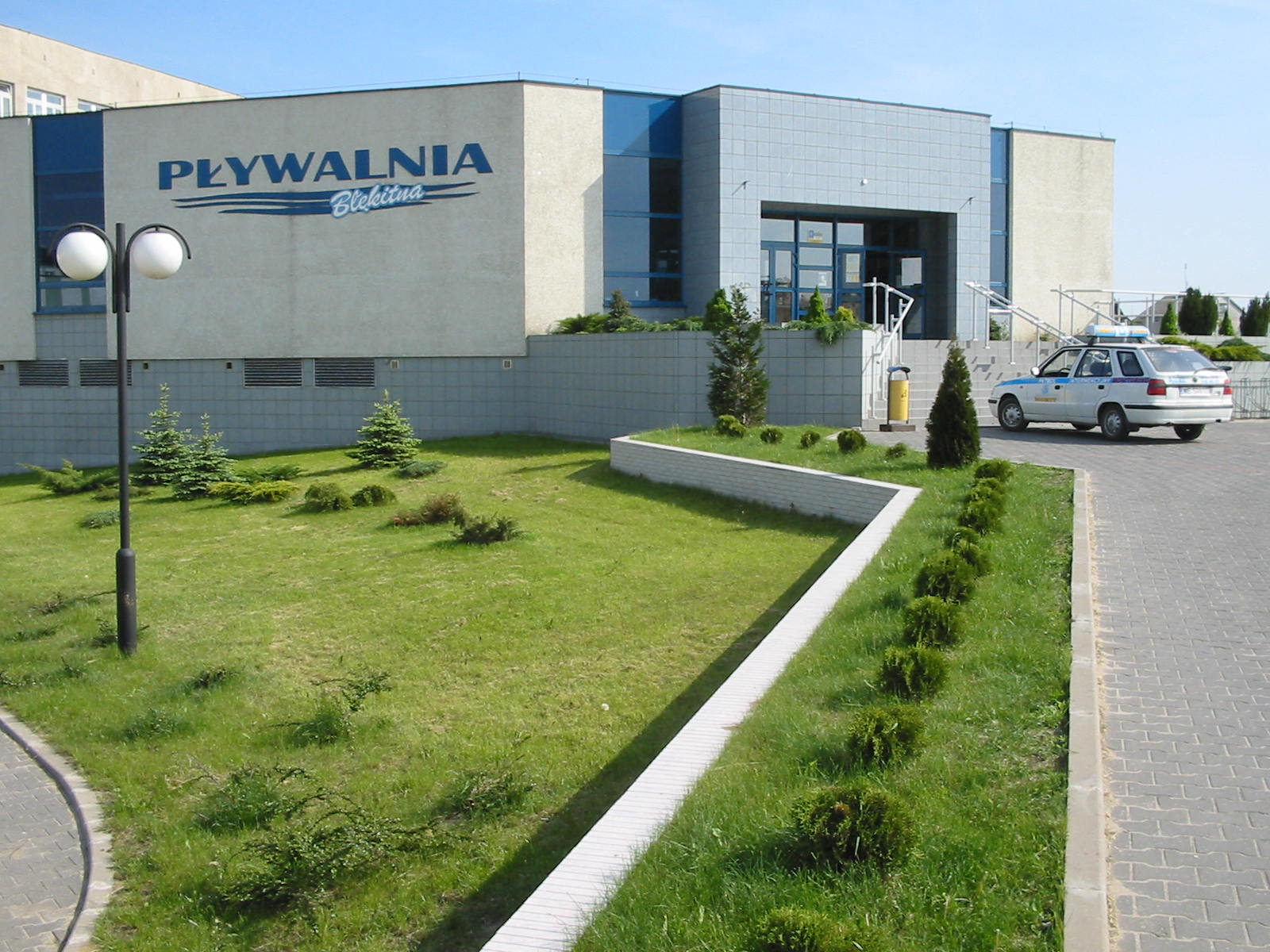
Pływalnia miejska „Błękitna”
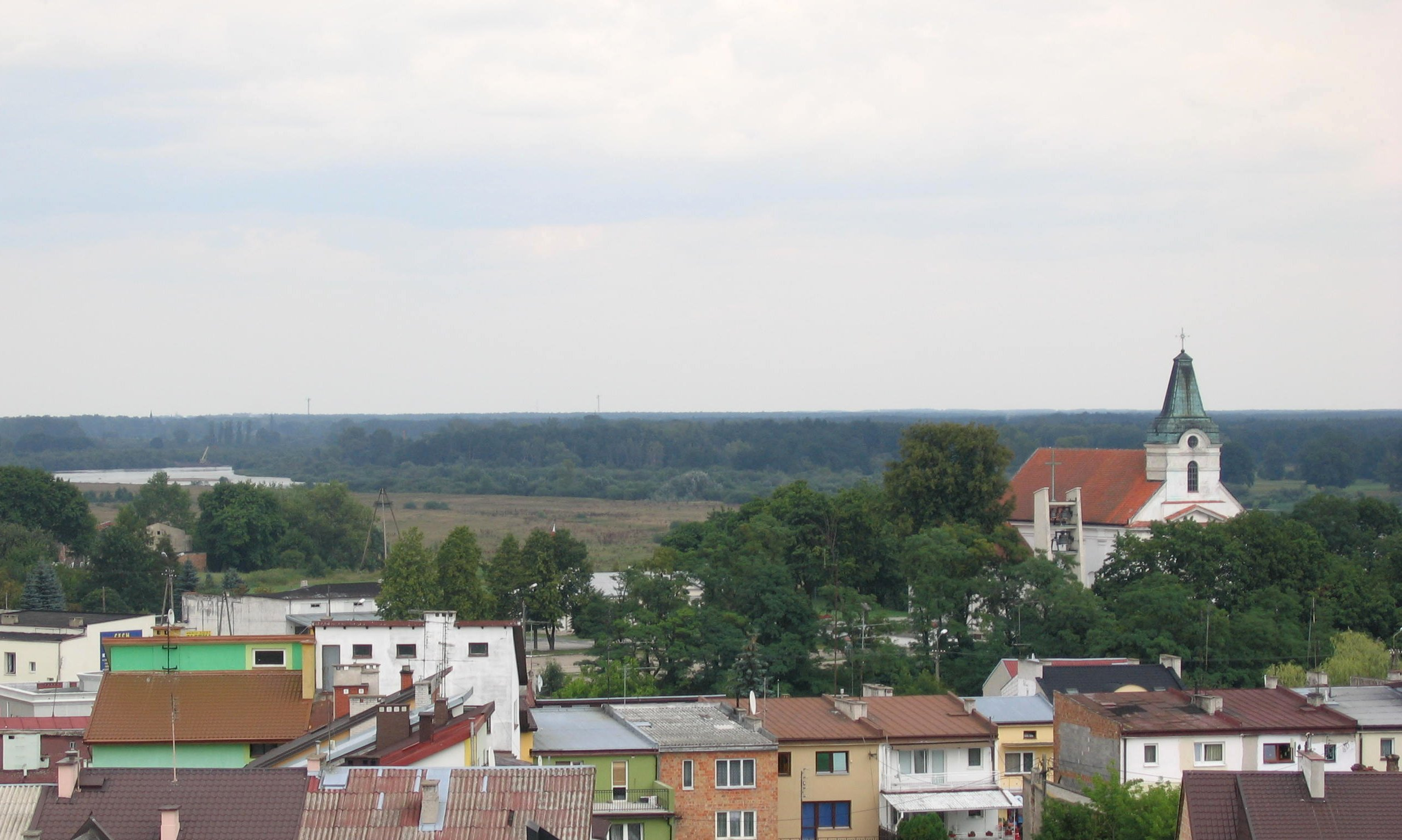
Łęgi nadbużańskie i Kościół św. Idziego
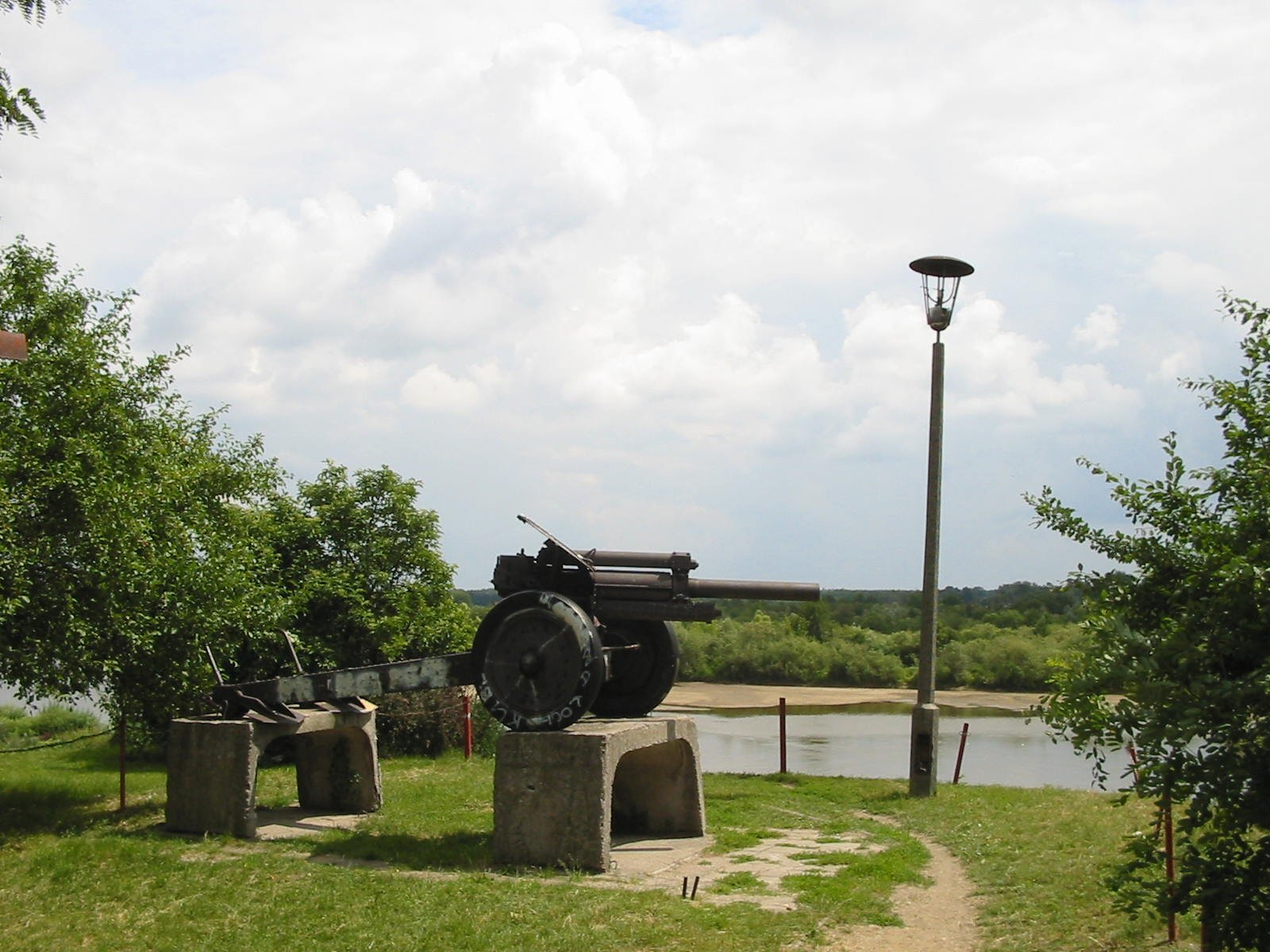
Haubica nad brzegiem Bugu
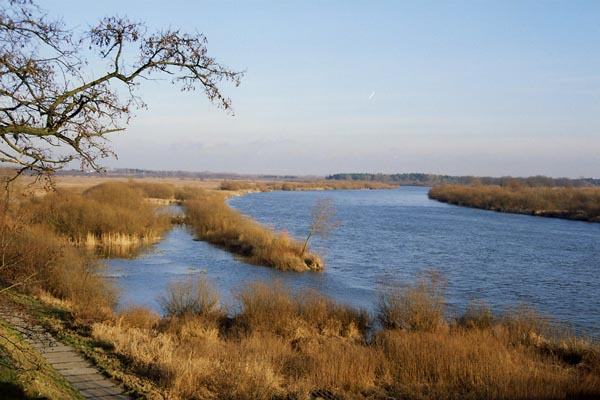
Bug w Wyszkowie
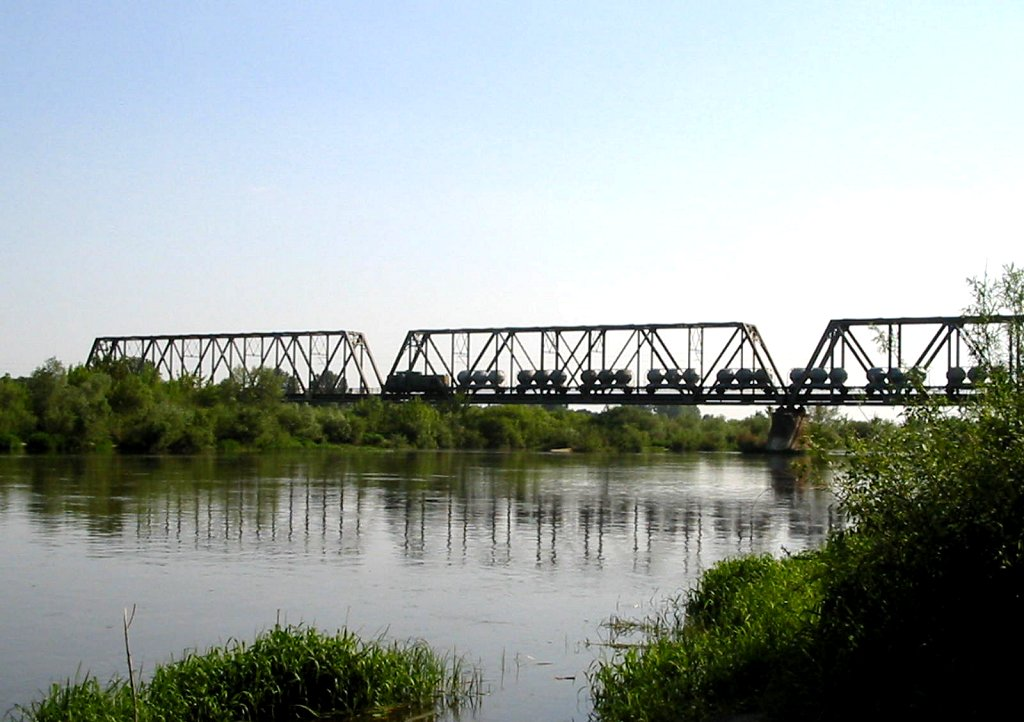
Most kolejowy na Bugu
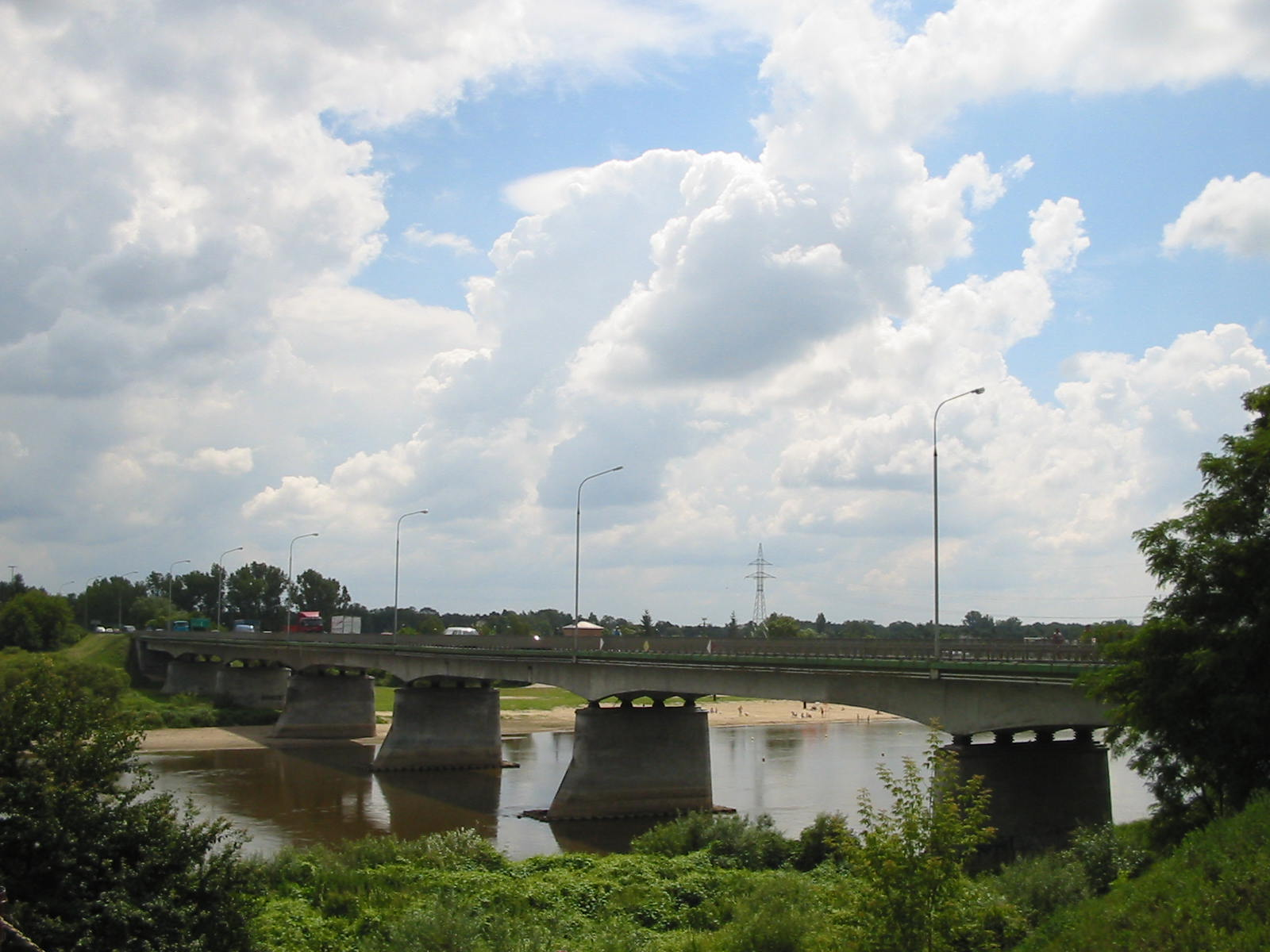
Most drogowy na Bugu
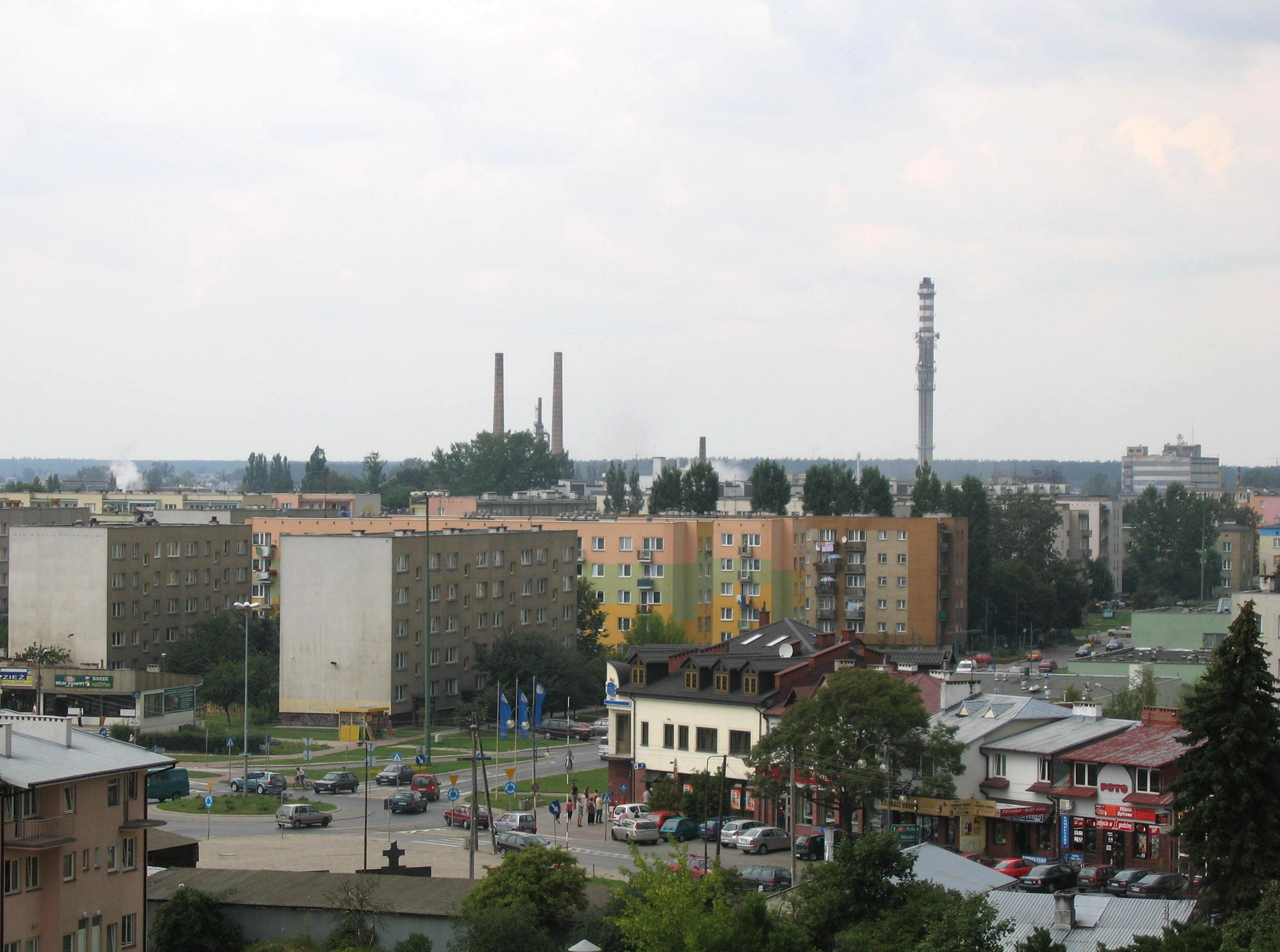
Osiedle Sowińskiego